# Hsianghualita
La hsianghualita és un mineral de la classe dels silicats que pertany al grup de la zeolita. Va ser anomenada en honor de l'indret on va ser descoberta: la Xianghualing, que en xinès significa flor fragant.

## Característiques
La hsianghualita és un tectosilicat de fórmula química Li₂Ca₃Be₃(SiO₄)₃F₂. Cristal·litza en el sistema isomètric. Els seus cristalls són modificats pels dodecaedres i mesuren fins a 1,5 cm; també es pot trobar de forma granular, massiva. La seva duresa a l'escala de Mohs és 6,5.
Segons la classificació de Nickel-Strunz, la hsianghualita pertany a «09.GB - Tectosilicats amb H₂O zeolítica, amb cadenes de connexions senzilles de 4-enllaços» juntament amb els següents minerals: amonioleucita, analcima, lithosita, leucita, pol·lucita, wairakita, kirchhoffita, laumontita, yugawaralita, roggianita, goosecreekita, montesommaïta i partheïta.

## Formació i jaciments
La hsianghualita va ser descoberta en filons de flogopita en calcària devoniana metamorfosada rica en fluor intrusa en un granit amb beril·li. La mina xianghualing és l'únicc indret on ha estat descrita aquesta espècie mineral.